# Мульсум
Мульсум (лат. mulsum) — древнеримский винный напиток с мёдом.

## Описание
Напиток пользовался особой популярностью, так как считался полезным для здоровья, для пищеварения. Соотношения вина (перезревших виноградных лоз) и расплавленного мёда составляли 1:4 или даже 1:10. Вино смешивали по вкусу со специями и хранили в течение нескольких недель в керамических сосудах для брожения. Далее подвешивали сосуд с полученной жидкостью над камином для выпаривания спирта, то есть напиток получался безалкогольным. Другие просто варили вино с мёдом в указанном соотношении. Так как напиток получался очень сладким, его разбавляли пополам водой.
Напиток употребляли как аперитив или подавали к закускам (закуски поэтому назывались promulsis). Когда император Октавиан Август спросил некоего Ромилия Поллиона, которому исполнилось 100 лет, чем он обязан своим хорошим здоровьем, Поллион ответил: «внутрь мульсум, снаружи оливковое масло».